# Gustaf Tham (militär)
Gustaf Sebastian Tham, född 22 juni 1900 i Söderhamn, död 28 september 1984 i Västerleds församling, Bromma, var en svensk militär.
Tham, som var son till direktör Volrath Tham och Sigrid Nykopp, avlade studentexamen 1918, blev fänrik vid flottan 1921, kommendörkapten av första graden 1944, kommendör vid Försvarsstaben och i marinen 1947, vid flottan 1949 och vid Försvarsstaben 1953. Han genomgick Kungliga Sjökrigshögskolans stabskurs 1930–1931, var biträdande marinattaché i London 1933–1934, marinassistent i Telegrafstyrelsen 1937–1939, blev avdelningschef i Försvarsstaben 1944, sektionschef 1947, var chef för Kungliga Sjökrigsskolan 1949–1953, blev försvarsattaché 1953, var marinattaché i London och Haag 1953–1957, jämväl i Bryssel 1954–1957 samt överdirektör och chef för Försvarets radioanstalt 1957–1963. Han var adjutant hos Gustaf V 1942–1947 och överadjutant 1947–1950. Han invaldes i Kungliga Örlogsmannasällskapet 1939 och i Kungliga Krigsvetenskapsakademien 1950.

## Utmärkelser
- Kommendör av första klass av Svärdsorden, 5 juni 1954.[2]